# Каєтан Броневський
Каєтан Броневський (пол. Kajetan Broniewski; нар. 6 березня 1963, Забже, Сілезьке воєводство, Польща) — польський академічний веслувальник.
Учасник Олімпійських Ігор 1988, 1992, 1996 років.